# イリャン・デ・バカス
イリャン・デ・バカス（スペイン語: Illán de Vacas）は、スペイン・カスティーリャ＝ラ・マンチャ州トレド県のムニシピオ（基礎自治体）。コマルカ（郡）としてはトリホスの構成自治体のひとつである。面積は9.15km2であり、2014年の人口は3人、2014年の人口密度は0.33人/km2だった。自治体として消滅の危機に瀕しており、ゴーストタウンの様相を呈している。

## 名称
イリャン（Illán）はラテン語: Iulianusに由来する。この名称はサン・イリャン（San Illán）またはフリアン（Julián）の信仰に由来する。バカス（vacas）はアラビア語のWakkaという単語に由来する。16世紀後半の文献では、この地はバカスと呼ばれ、イリャンと呼ばれる神の祝福を受けた人物が住んでいたとされる。

## 地理
イリャン・デ・バカスの標高は480mであり、平地上にある。コマルカ（郡）としてはトリホスに属し、北西でロス・セラルボスと、北東でオテロと、東でドミンゴ・ペレスと、南でセボーリャと、西でルシーリョスと接している。タラベラ・デ・ラ・レイナから27km、トレドから59km、マドリードから105kmの距離にある。人口約3,600人のセボーリャは南約3kmの距離に、人口約600人のロス・セラルボスは北西約2kmの距離にある。イリャン・デ・バカスは両自治体をつなぐ県道CM-4002号線の途中にあり、県道からイリャン・デ・バカスへの進入路は舗装されていない。
集落内には3本の舗装路、小規模なロマネスク様式の聖母の被昇天教会、緑色の玄関を持つ何軒かの民家が存在する。タラベラ・デ・ラ・レイナからマドリード都市圏のフエンラブラーダやレガネスに至る鉄道路線が集落の500m南を走っており、1990年代半ばまでは集落近くに鉄道駅が存在した。イリャン・デ・バカスの祭礼は毎年1月24日のビルヘン・デ・ラ・パスの祭礼である。レニーリャ家はこの地域の大土地所有者であり、自治体面積9.15km2のうち約6.5km2の土地を所有している。

## 歴史
1512年の文献では3人の住民がこの地で入隊したとされる。17世紀にはこの地に37軒が再定住した。19世紀中頃には22軒があり、自治体の予算は2,200レアルであり、うち800レアルは公務員に支払われた。
スペイン国立統計局（INE）によれば1900年の人口は114人であり、1950年代までは100人前後の人口を保っていた。1960年の人口は98人だったが、1970年には40人と半分以下に減少し、1981年には21人と再び半分近くにまで減らした。1991年にはついに登録人口が0人となったが、1990年代には北西2kmにあるロス・セラルボスとの合併を拒否している。
1990年代半ばまでは集落の近くに鉄道駅が存在し、大工、鍛冶職人、機械工などが存在した。2008年頃には教会が改修されたが、この教会で多くの行事が行われることはない。スペイン国立統計局によると2009年には人口6人・世帯数1世帯であり、スペインでもっとも人口の少ない自治体だった。自治体の予算はわずか6,000ユーロ弱だったが、失業者の増加によってスペイン政府が設置した自治体基金を交付されていない5自治体のひとつである。
2012年1月には居住登録者が2人（男性1人・女性1人）となった。2013年には女性がいなくなり、登録者は首長のレニーリャ・ブルただひとりだったが、そのレニーリャ・ブルもイリャン・デ・バカスには定住しておらず、近隣のセボーリャに在住していた。2013年時点で人口10人以下の自治体はスペインに10自治体あり、イリャン・デ・バカスを含めて3自治体がカスティーリャ＝ラ・マンチャ州の自治体だった。
| スペインにおける人口10人以下の自治体（2013年） | スペインにおける人口10人以下の自治体（2013年） | スペインにおける人口10人以下の自治体（2013年） | スペインにおける人口10人以下の自治体（2013年） | スペインにおける人口10人以下の自治体（2013年） |
| #                                              | 人口                                           | 自治体                                         | 州                                             | 県                                             |
| ---------------------------------------------- | ---------------------------------------------- | ---------------------------------------------- | ---------------------------------------------- | ---------------------------------------------- |
| 1.                                             | 1人                                            | イリャン・デ・バカス                           | カスティーリャ＝ラ・マンチャ州                 | トレド県                                       |
| 2.                                             | 4人                                            | ハラミーリョ・ケマード                         | カスティーリャ・イ・レオン州                   | ブルゴス県                                     |
| 3.                                             | 7人                                            | カスティルヌエボ                               | カスティーリャ＝ラ・マンチャ州                 | グアダラハラ県                                 |
| 3.                                             | 7人                                            | エステパ・デ・サン・フアン                     | カスティーリャ・イ・レオン州                   | ソリア県                                       |
| 5.                                             | 8人                                            | ビジャロヤ                                     | ラ・リオハ州                                   | ラ・リオハ県                                   |
| 6.                                             | 9人                                            | ビリャヌエバ・デ・ゴルマス                     | カスティーリャ・イ・レオン州                   | ソリア県                                       |
| 6.                                             | 9人                                            | バルデマデーラ                                 | ラ・リオハ州                                   | ラ・リオハ県                                   |
| 8.                                             | 10人                                           | サルセディーリョ                               | アラゴン州                                     | テルエル県                                     |
| 8.                                             | 10人                                           | バルタブラード・デル・リオ                     | カスティーリャ＝ラ・マンチャ州                 | グアダラハラ県                                 |
| 8.                                             | 10人                                           | ビリャメディアニーリャ                         | カスティーリャ・イ・レオン州                   | ブルゴス県                                     |

## 人口
| イリャン・デ・バカスの人口推移 1900－2010               |
|                                                         |
| 出典:INE（スペイン国立統計局）1900年 - 1991年、1996年 - |

| イリャン・デ・バカスの人口推移 1991－2014               |
|                                                         |
| 出典:INE（スペイン国立統計局）1900年 - 1991年、1996年 - |

## 政治
スペインの自治体の議員数は人口によって規定されており、人口249人以下の自治体の議員数は5だが、イリャン・デ・バカスの場合は特別に人口が少ないため、少なくとも1987年以降の議席数は1である。1979年以降、継続してこの地域の地主のレニーリャ家から首長が選出されている。民主化の過程で初めて行われた1979年の地方自治体選挙では、民主中道連合（UCD）から出馬したヘスース・レニーリャ・レニーリャが首長に当選した。1983年にはUCDと同じく中道右派の国民同盟（AP）から出馬したフリアン・レニーリャ・ブルが、ヘスース・レニーリャの後任の首長に当選した。レニーリャ・ブルは1987年（2選）、1991年（3選）、1995年（4選）、1999年（5選）、2003年（6選）の選挙でも無投票で再選されている。少なくとも2つの政党から異なる候補者が立候補しなければならなくなったため、2007年の地方自治体選挙にはスペイン社会労働党（PSOE）の人物も首長に立候補したが、得票率100%の3票を集めたレニーリャ・ブルが当選（7選）した。2011年の地方自治体選挙の際には、男性3人・女性2人の計5人が居住登録しており、まだ地方自治体選挙を行なうことが可能だった。投票率は100%であり、得票率100%を記録したレニーリャ・ブルが当選（8選）した。
| 国民党（PP）/国民同盟（AP） | 3 | 1 | 3 | 1 | 5 | 1 | 4 | 1 | 5 | 1 | 8 | 1 | 8 | 1 |
| スペイン社会労働党（PSOE）  | 0 | 0 | 0 | 0 | - | - | - | - | - | - | - | - | - | - |

### 歴代首長
| イリャン・デ・バカス首長 | イリャン・デ・バカス首長         | イリャン・デ・バカス首長 |
| 在任期間                 | 名前                             | 政党                     |
| ------------------------ | -------------------------------- | ------------------------ |
| 1979-1983                | ヘスース・レニーリャ・レニーリャ | 民主中道連合（UCD）      |
| 1983-1987                | フリアン・レニーリャ・ブル       | 国民同盟（AP）           |
| 1987-1991                | フリアン・レニーリャ・ブル       | 国民党（PP）             |
| 1991-1995                | フリアン・レニーリャ・ブル       | 国民党（PP）             |
| 1995-1999                | フリアン・レニーリャ・ブル       | 国民党（PP）             |
| 1999-2003                | フリアン・レニーリャ・ブル       | 国民党（PP）             |
| 2003-2007                | フリアン・レニーリャ・ブル       | 国民党（PP）             |
| 2007-2011                | フリアン・レニーリャ・ブル       | 国民党（PP）             |
| 2011-2015                | フリアン・レニーリャ・ブル       | 国民党（PP）             |